# Sufragio directo
El sufragio directo, votación o elección directa es un proceso en el cual los votantes de unas elecciones eligen directamente entre candidatos a un cargo público, sin ninguna intermediación por parte de otra persona u órgano. Se trata de un sistema opuesto al sufragio indirecto.
Generalmente, el modelo de elección directa es considerado como más democrático que el sufragio indirecto, en el que la población no conoce puntualmente quien será su representante, y ha ido reemplazando progresivamente a este último.
El sufragio directo, por otra parte, es una mejor aplicación de la regla de la mayoría, al impedir la formación de colegios electorales integrados por miembros que representan distintas cantidades de ciudadanos. 
Por extensión, el término sufragio directo se aplica a todos los procesos electorales, sean o no políticos en los que se elige directamente a los funcionarios.